# زينكو سوزوكي
زينكو سوزوكي (باليابانية: 鈴木 善幸 سوزوكي زينكو) (11 يناير 1911 - 19 يوليو 2004) كان سياسي ياباني شغل منصب رئيس الوزراء الياباني السبعين.

## روابط خارجية
- زينكو سوزوكي على موقع الموسوعة البريطانية (الإنجليزية)
- زينكو سوزوكي على موقع مونزينجر (الألمانية)